# Karuta

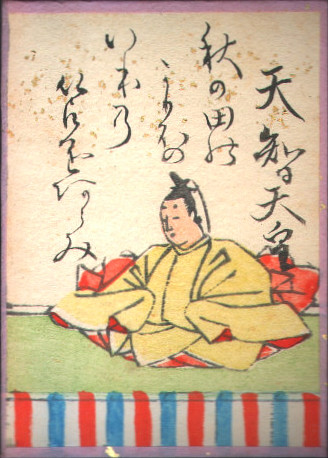
Ogura Hjakunin Issu karuta

A karuta (かるた) a portugál carta (kártya) szóból átvett elnevezés, melyet a japán kártyalapok egy részére használunk. A kártyalapokat elsőként a 16. század közepén portugál kereskedők ismertették meg Japánnal. A karuta kártyákat két nagyobb csoportra oszthatjuk. Az egyik csoportba a portugál kártyákból, a másik csoportba az eavaszéből leszármazott kártyák tartoznak. Az Eavaszét eredetileg kagylókkal játszották, de áttértek a kártya formátumra a 17. század elején. Azt mondják, hogy a legelső japán készítésű karutát Miike városában a Csikugó tartományban alkották meg a 16. század végén.
Az egyetlen, kifejezetten a karuta történelmének szentelt városi múzeum a Miike Karuta Emlékcsarnok, amelyet Ómuta városában, Fukuoka prefektúrában találhatunk meg. Japánban a kínai kártyalapok pénztípusú és dominó típusú fajtái megközelítőleg a 18. század végétől léteztek a 20. század elejéig. Valószínűleg az ezekkel játszott játékok befolyásolhatták a későbbiekben hanafuda paklival játszókat.
Az eavasze karuta paklit használó játékok alapgondolata minél gyorsabban meghatározni a lepakolt kártyalapok közül a szükséges kártyát, majd lehetőleg az ellenfélnél hamarabb megérinteni, mielőbb megfogni azt. Több típusú kártyalapokkal is lehet karutát játszani, akár két szabványos kártyapaklival is lehet.
A két leggyakrabban ismert Eavasze karuta kártyapakli az uta-garuta és az iroha-garuta. Az uta-garutában a játékosoknak egy vaka utolsó két sorát kell megtalálniuk, az első három sor hallatán. Gyakran lehetséges már az első egy vagy kettő szótag után azonosítani a verset. A játékhoz használt verseket az Ogura Hjakunin Issu versantológiából veszik és hagyományosan Újévkor játsszák.
Bárki, aki tud hiraganát olvasni, tud iroha-karutát is játszani. Ehhez a játékhoz használt szokványos kártyán egy rajzot és az egyik sarkában egy kanát találhatunk. A hozzá tartozó olvasókártyán egy a rajzhoz kapcsolható közmondás található, melynek kezdete megegyezik a játékkártyán lévő szótaggal. Általános iskolás és alsó középiskolás gyerekek gyakran órán is játszanak karutát oktatási gyakorlatként. Bármilyen kártya formátumban is megjeleníthető információt fel lehet használni, például különböző formákat, színeket, szavakat angolul, kis képeket és hasonlókat.

## Portugál eredetű karuta

### Komacufuda

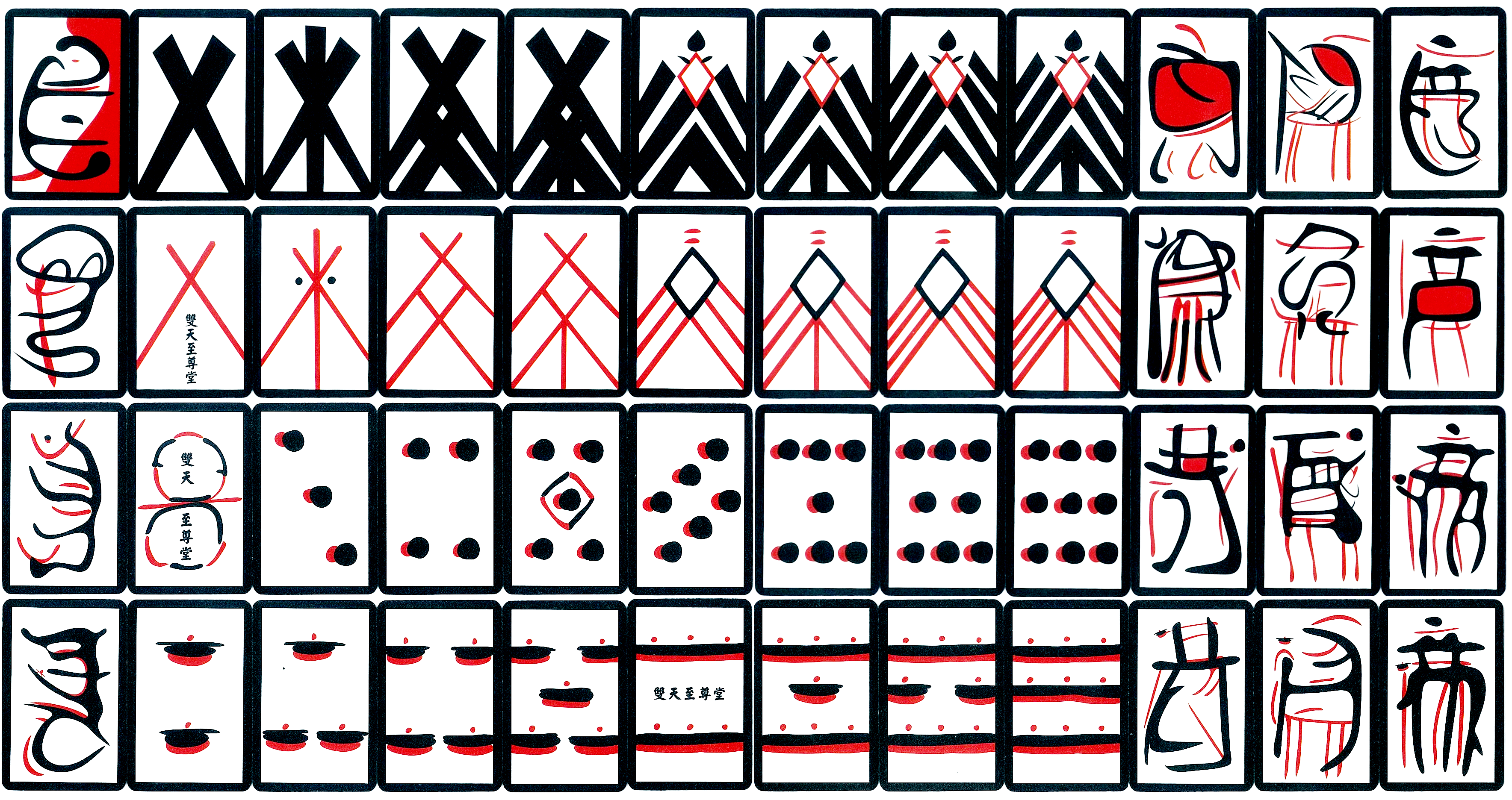
Komacufuda pakli

Az első egyedülállóan japán pakli a tensó karuta volt, melyet a Tensó-korszakról (1573-92) neveztek el. A Tensó-korszak az Azucsi–Momojama-kor (1568–1600) idején volt. Ez egy 48 darabból álló pakli volt, amelyből a 10-es számú kártya hiányzott, ahogy ebben a korban a portugál eredetű paklikból is hiányzott. Megtartotta a latin négy színt: a serleget, az érmét, a kardot és a furkósbotot. A számmal rendelkező kártyák mellett volt még mindegyik színben női bubi, lovag és király. 1633-ban a Tokugava-sógunátus betiltotta ezeket a kártyákat, és a kártyák radikális újratervezésére kényszerítette a gyártókat. Japán bezárkózási politikájának köszönhetően, a karuta a világ többi részétől eltérően fejlődött. Hogy a portugál eredetű kártyák tiltása elől elrejtőzzenek, a készítők nagyon absztrakt mintákkal látták el a kártyákat. Az ilyen absztrakt mintájú kártyalapok külön elnevezése a mekuri karuta. A 20. század közepére az összes mekuri karuta feledésbe merült, kivéve a komacufudát (小松札), amelyet a kakkuri párosító játékhoz használtak Fukui prefekturában.

### Unszun karuta

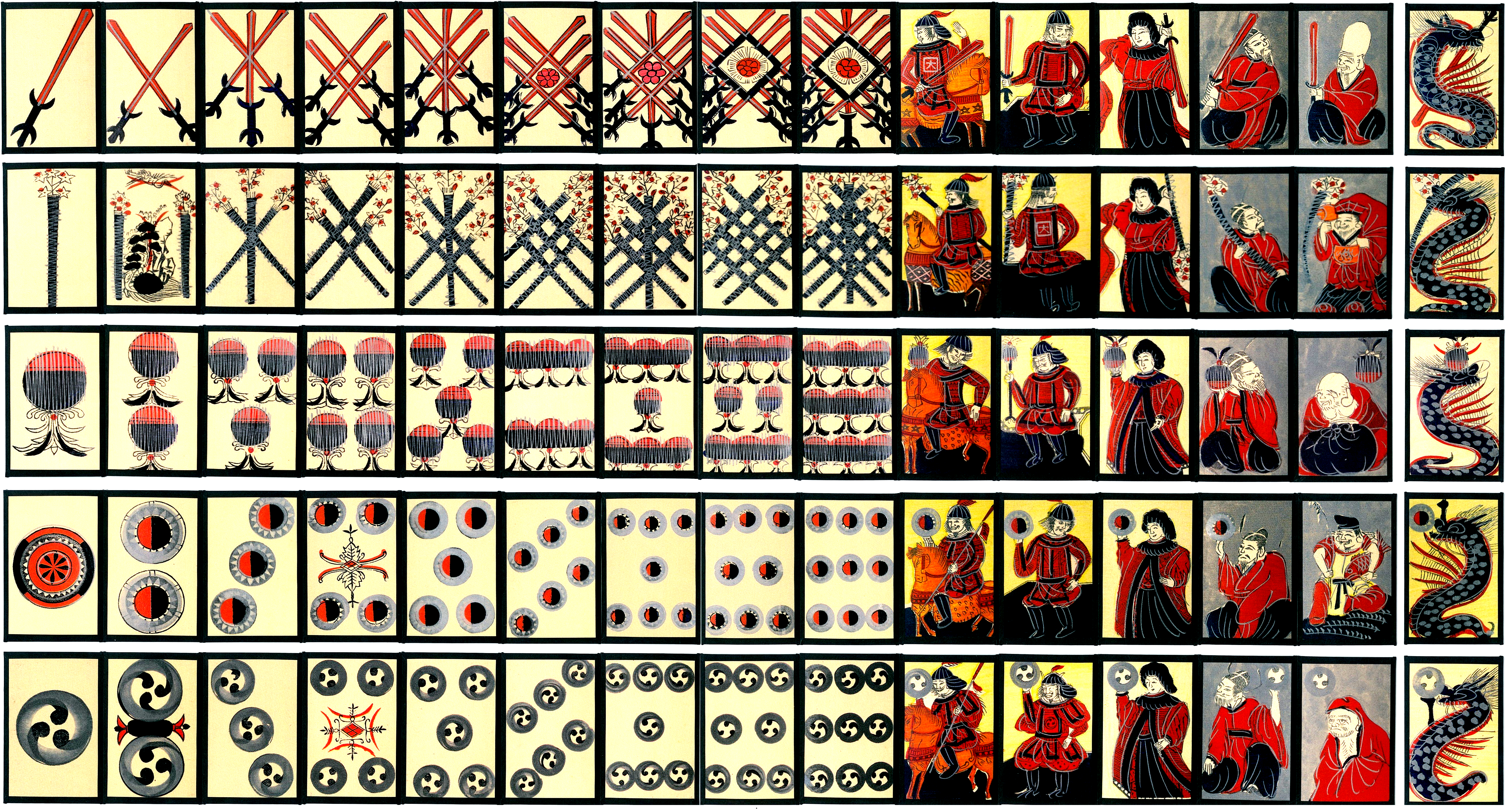
Unszun karuta pakli

Az unszun karuta (うんすんカルタ) pakli a 17. század végén fejlődött ki, a mekuri karuta egyik képviselője. Egy pakli 75 kártyát tartalmaz 5 színben, egyenként 15 kártyával. A régi portugál paklik ászain sárkányokat ábrázoltak. Az unszun karuta különválasztotta a kettőt, így lett önálló sárkányos kártya. Az udvari kártyák rangja attól függ, hogy épp adukártya-e vagy sem, csakúgy mint a hombréban. Az új guru elnevezésű szín mintájának körkörös örvényeket használt. Hitojosi városában Kumamoto prefektúrában az unszun karutát a mai napig használják a hacsinin-meri játékhoz, ami egy a hombréhez hasonló játék a guritipauból származik.

### Kabufuda

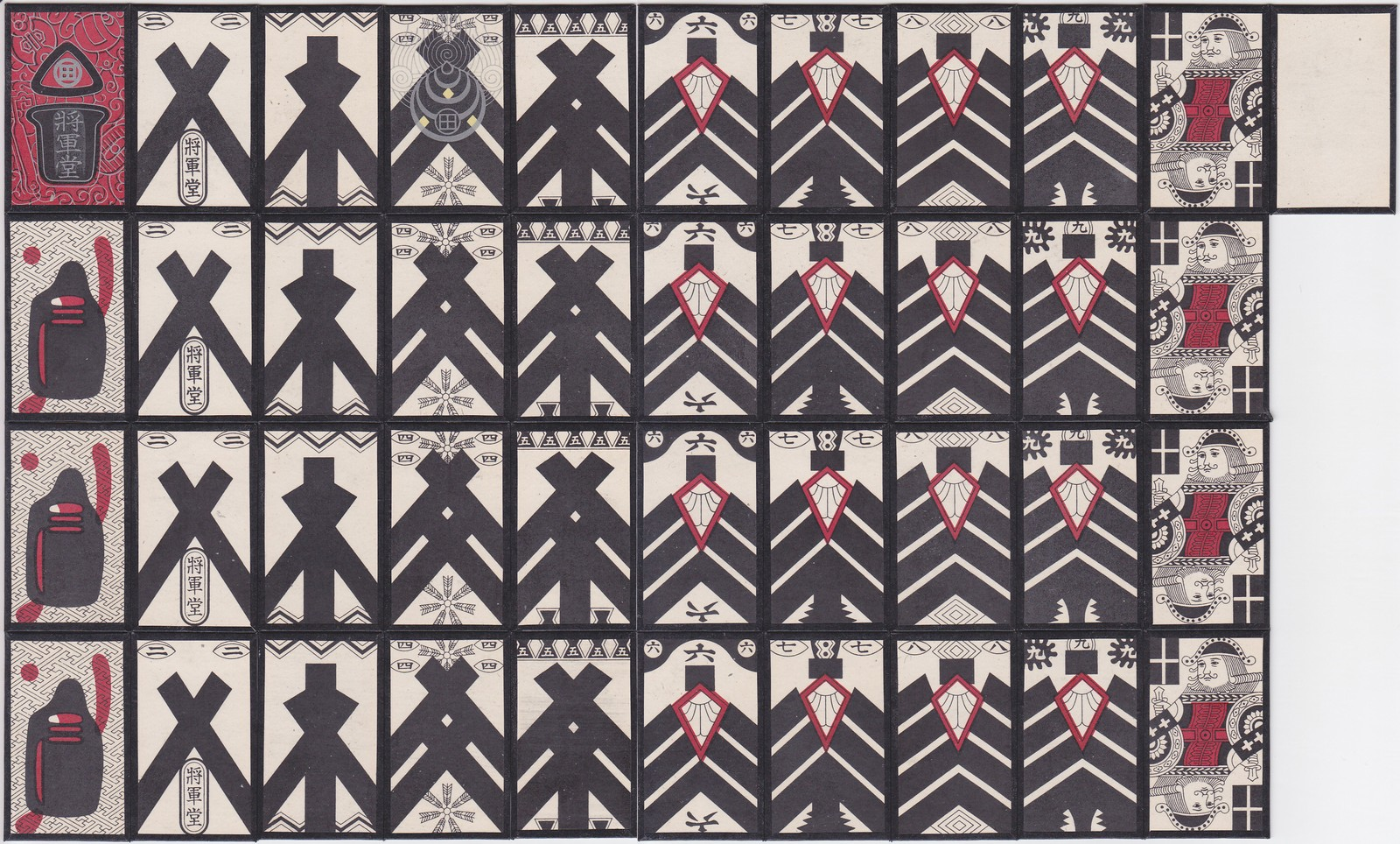
Kabufuda pakli

A kabufuda (株札) szintén a mekuri karuta egyik képviselője, azzal a különbséggel, hogy csak egy szín van. Oicho-kabu és hasonló szerencsejátékokhoz használják. Egy pakli 40 kártyából áll, egytől tízig terjedő számokat képviselik a lapok. Mindegyik szám tehát 4 lapon is szerepel. Az tízes számot jelölő lapon a bubi van ábrázolva.

### Harifuda és Hikifuda
Harifuda (張札) vagy hikifuda (引札) paklival a tehonbiki (手本引き) szerencsejátékot szokták játszani. A harifuda egy 42 kártyából álló pakli, amelyben hét példányban szerepelnek a számok egytől hatig stilizált kínai írásjegyekkel. A hikifuda vagy más néven mamefuda (豆札) egy 48 kártyából álló pakli, amelyben nyolc példányban szerepelnek a számok egytől hatig, de itt már a mekuri karuta paklihoz hasonló érme alakban. A tehonbikiben a játékos megpróbálja kitalálni, hogy az osztó melyik számot választotta az egytől hatig terjedő skálán.

### Hanafuda
A hanafuda (花札, szó szerint „virágkártya”, vagy más néven hanakaruta) egy 48 kártyából álló pakli, melyek korai 19. századi virágmintákkal vannak díszítve. A megszokott 4 szín, 12 kártya felállás helyett, 12 szín (vagy ahogy a játékban hívják: hónap) van, és mindegyik hónap 4 kártyából áll. A hanafuda játékok többnyire párosító jellegűek, melyeknek a felépítésük inkább a kínai párosító játékokra hasonlítanak, mint az európai játékokéra.

## Eavasze karuta

### Uta-garuta

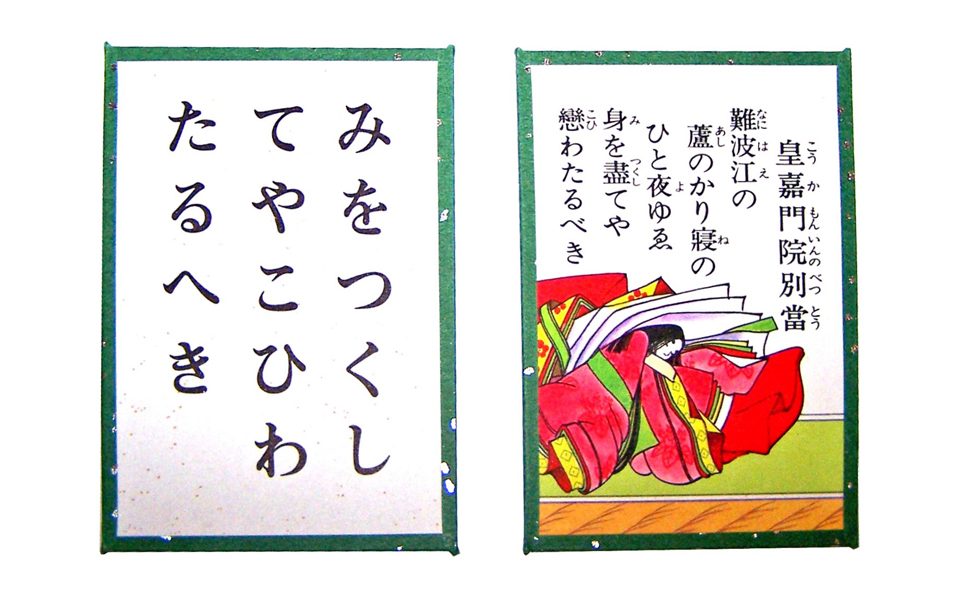
Példa egy modern uta-garuta párra. A játékkártya a bal oldalon, az olvasókártya a jobb oldalon.

Az uta-garuta (歌ガルタ, szó szerint vers kártya) egy olyan kártyajáték, melyben 100 vaka vers van 2 szettnyi kártyára nyomtatva, így egy uta-garuta pakli 200 kártyából áll. Az egyik szett kártyáit jomifudának (読札), azaz olvasókártyáknak, a másik szettet torifudának (取り札), azaz játékkártyáknak nevezzük. Ahogy a nevéből is látszik a jomifudán lévő verset felolvassák, a játékosoknak pedig lehetőleg minél előbb meg kell találniuk a hozzátartozó torifudát. A jomifudán a költő fametszete és a teljes vaka vers (5-7-5-7-7 szótagból áll) található. A torifudán a versnek csak az utolsó két sora szerepel (utolsó 7-7-es sor). Az uta-garutában legtöbbször a Hjakunin Issu című versantológia verseit használjuk. Az antológiát Fudzsivara no Teika gyűjtötte össze a korai 13. században, amiben száz darab vaka található száz különböző híres költőtől (egy ember-egy vaka). A verseny-karutát uta-garuta kártyákkal játsszák, különböző szintű versenyeken. Az országos japán verseny-karuta bajnokságot minden év januárjában az Ómi Dzsingúban tartják (ami egy sintó szentély), Siga prefektúra Ócu városában.
Létezik egy pár nem párosító játék is, ami csak az olvasókártyákat használja. A bózu mekuri (坊主めくり) egy egyszerű szerencsejáték, amely az Edo-korból származik. Az iro kammuri (色冠) egy a goitához köthető négyszemélyes játék. Mindkét játékban csak az olvasókártyákon szereplő költők külső megjelenése számít (neme, ruházata, társadalmi rangja), maguk a versek lényegtelenek.

#### Ita-karuta
Az ita-karuta egy Hokkaidóban játszott variáció. A játékkártyák fából készülnek, az olvasókártya vagy ugyanolyan mint a játékkártya vagy a képi illusztráció hiányzik róla. Az ilyen kártyákkal a simono-no-ku karutát játsszák, amelyben a versnek csak a második felét olvassák fel. Általában csapatban játsszák.

### Iroha karuta
Az iroha karuta (いろはかるた) egy a gyermekek számára is könnyen megérthető párosító játék, hasonló az uta-garutához. A hiragana szótagábécé 47 szótagját képviseli, illetve a főváros (京, kjó) írásjegyét, mert a negyvennyolcadik hiragana az -n (ん) sosem állhat szó elején. A szótagok régi Iroha elrendezését használja, amelyben két elavult szótag a vi (ゐ) és a ve (ゑ) is szerepel. Összesen 96 kártyából áll egy pakli, melyet 2 szettre osztunk. Az első szettben kártyánként (összesen 48) egy-egy közmondás szerepel, amelyek mindegyike különböző szótaggal kezdődik. A második szettben a kártyákon a közmondásokhoz illő grafikák és az egyik sarokban az ahhoz tartozó szótag található. Az iroha karutának 3 alapértelmezett változata létezik: a Kamigata, az Edo és az Ovari. Mindegyik változatnak a saját dialektusán és kultúráján alapuló közmondásai vannak. A Kamigata változat a legrégebbi, de Japánon belül a legjobban az Edo változat terjedt el. Az Ovari változat csak a 19. század második felében létezett, mielőtt kiszorította volna az Edo változat.

#### Obake karuta

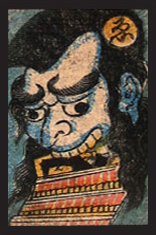
Obake karuta a korai 19. századból. Mindegyik kártyán található egy szörny a japán mitológiából, és egy karakter a hiragana szótagábécéből. Ezen a ve (ゑ), egy elavult szótag van.

Az obake karuta (お化けガルタ, jelentése szörny vagy szellem karuta) egy idejétmúlt változata az iroha karutának, amely egyedülállóan Tokióban található. A kártyákat az Edo-korszakban készítették és egészen az 1910-20-as évekig népszerű maradt. Mindegyik kártyán található egy szörny a japán mitológiából, és egy karakter a hiragana szótagábécéből. A sikerhez ismerni kell a japán mitológiát és mondavilágot, hiszen a játékvezető csak utalásokat olvas fel. Az nyer, aki a legtöbb kártyát gyűjti össze a játék végére.
Az obake karuta egy korai példája annak a japánokra közösen jellemző elragadtatásnak, melyet a szörnyek osztályozása és újak kitalálása okoz nekik. Ez a játék az egyik legelső próbálkozása a japán cégeknek, hogy kategorizálják, elnevezzék, meghatározzák és a későbbiekben áruba bocsássák a különböző legendás lényeket. És mint ilyen, az előfutára az 1950-es és későbbi évek Godzilla filmeinek. Sőt ha még közelebbről megnézzük, észrevehetjük, hogy a Yu-Gi-Oh! kártyajáték és a Pokémon kártyajáték is az ilyen mesés lényeket ábrázoló kártyák összegyűjtését foglalja magában. Tulajdonképpen sok pokémont kifejezetten japán mitológiai lények után terveztek meg.

## Feldolgozásai a japán médiában
- A népszerű Csihajafuru című manga, anime és dorama a verseny-karuta világába kalauzol el minket, miközben egy fiatalokból álló csapat kalandjait követhetjük nyomon.
- A Bleach 303. részében olyan karutát játszanak, amelynek kártyái a sorozat szereplőin alapulnak.
- A japán kultúrát és életmódot bemutató televíziós műsor, a Begin Japanology, amelyet az NHK World sugárzott, egy egész részt szentelt a karutának 2010-ben.
- A Nanbaka anime negyedik és ötödik részében az Újévi közös verseny harmadik fordulójának keretében verseny-karutában küzdenek meg egymással.
- A Binzume Yousei (angol címe: Bottle Fairy) anime 10. részében (5:21-5:51) a tündérek karutát játszanak. A jelenet végén a győztest Karuta királynővé nevezik ki.

## Lásd még
- Hanafuda
- Verseny-karuta
- Hjakunin Issu

## Fordítás
Ez a szócikk részben vagy egészben  a   Karuta című angol Wikipédia-szócikk fordításán alapul.  Az eredeti cikk szerkesztőit annak laptörténete sorolja fel. Ez a jelzés csupán a megfogalmazás eredetét és a szerzői jogokat jelzi, nem szolgál a cikkben szereplő információk forrásmegjelöléseként.

## Külső hivatkozások
- A Japán Karuta Szövetség honlapja
- Miike Playing Cards and History Material Museum
- Japanese playing cards of western origin: portugál eredetű minták.
- Andy's Playing Cards: Portuguese derived cards: mélyreható áttekintés a portugál eredetű mintákról.
- Andy's Playing Cards: Eawase playing cards (archived): Eavasze típusú kártyák.
- Karuta: Sports or Culture: egy részletes esszé a játékról.
- Karuta at GenkiEnglish: a játék egy változata képes kártyák használatával.
- Karuta: Japanese card game graphics
- OoishiTengudo/Karuta and Hanafuda: egy régi karuta bolt Kiotóban.
- Discovery Creative Hougen Karuta: különböző dialektusokban használt karuta.
- Japanese Traditional Games: Card Games
- Edo Karuta Research Center
- Ogoola Karuta